# Samish Island
Samish Island az Amerikai Egyesült Államok északnyugati részén, Washington állam Skagit megyéjében, a Samish-szigeten elhelyezkedő önkormányzat nélküli település.
A sziget egykor a Samish indiánok lakóhelye volt.

## Fordítás
- Ez a szócikk részben vagy egészben  a   Samish Island, Washington című angol Wikipédia-szócikk ezen változatának fordításán alapul.  Az eredeti cikk szerkesztőit annak laptörténete sorolja fel. Ez a jelzés csupán a megfogalmazás eredetét és a szerzői jogokat jelzi, nem szolgál a cikkben szereplő információk forrásmegjelöléseként.